# 日本のマンガ・アニメ系高等学校一覧
日本のマンガ・アニメ系高等学校一覧（にほんのマンガ・アニメけいこうとうがっこういちらん）は、全国のマンガやアニメやイラストに関連する学科・専攻・コースがある高等学校の一覧である。

## 長野県
- 松本国際高等学校(旧創造学園高等学校) - マンガ・アニメ科

## 大阪府
- 好文学園女子高等学校 - （普通科）マンガ・アニメーションコース　※女子校
- 帝塚山学院高等学校 - （普通科）美術コースマンガ・イラスト専攻　※女子校

## 全国
- クラーク記念国際高等学校
- キラリ高等学校
- 熊本県立高森高等学校